# Œuf (rivière)
Pour les articles homonymes, voir Œuf.
L'Œuf est une rivière française prenant sa source en forêt d'Orléans dont elle draine les sables. Après sa confluence avec la Rimarde, elle change de nom pour devenir l'Essonne, affluent de la Seine.

## Étymologie
Le nom de la rivière viendrait de la déesse gallo-romaine Acionna, qui a également donné Essonne et ruisseau des Esses.
Selon certains auteurs, le nom Essonne originel aurait dérivé en Œuf à la suite de l'abréviation Eſſ (pour ESSonne) portée sur les cartes anciennes, le s étant noté ſ au Moyen Âge.
Le ruisseau des Esses, qui s'écoule vers la Loire, prend sa source à proximité de celle de l'Œuf.

## Communes traversées
- Chilleurs-aux-Bois
- Santeau (sur quelques centaines de mètres)
- Mareau-aux-Bois
- Attray (sur quelques centaines de mètres)
- Escrennes
- Pithiviers-le-Vieil
- Pithiviers
- Dadonville
- Bondaroy
- Estouy
- Aulnay-la-Rivière
- La Neuville-sur-Essonne

## Affluents
La Varenne arrive de Courcy-aux-Loges et conflue à Mareau-aux-Bois.
Le Laye arrive de Neuville-aux-Bois et conflue à Escrennes.

## Hydrologie
L'Œuf est une rivière fort régulière. Son débit a été observé durant 39 ans (1970-2008), à Bondaroy, localité du département du Loiret située juste en aval de Pithiviers, et à peu de distance de son confluent avec l'Essonne. La surface ainsi étudiée est de 235 km2, soit la quasi-totalité du bassin versant du cours d'eau.
Le module de la rivière à Bondaroy est de 0,53 m3/s.
L'Œuf présente des fluctuations saisonnières de débit fort peu marquées, comme bien des cours d'eau de la Beauce (son bassin se situe à l'extrémité est de la Beauce). Les hautes eaux se déroulent au printemps et se caractérisent par des débits mensuels moyens allant de 0,628 à 0,741 m3/s, de février à mai inclus (avec un maximum très léger en mars). À partir du mois de mai, le débit diminue doucement jusqu'aux basses eaux d'été qui ont lieu d'août à octobre, entraînant une  baisse du débit mensuel moyen jusqu'au plancher de 0,363 m3/s au mois d'août, ce qui reste très confortable.
Aux étiages, le VCN3 peut chuter jusque 0,042 m3/s en cas de période quinquennale sèche (42 litres par seconde), ce qui est encore assez consistant.
Les crues ne sont pas très importantes. Les QIX 2 et QIX 5 valent respectivement 2,9 et 4,4 m3/s. Le QIX 10 est de 5,3 m3/s, le QIX 20 de 6,3 m3/s, tandis que le QIX 50 se monte à 7,5 m3/s.
Le débit instantané maximal enregistré à Bondaroy a été de 12,6 m3/s le 10 avril 1983, tandis que la valeur journalière maximale était de 11,7 m3/s le même jour. Si l'on compare la première de ces valeurs à l'échelle des QIX de la rivière, l'on constate que cette crue était largement supérieure à la crue prévue par le QIX 50 et donc tout à fait exceptionnelle.
L'Œuf est une rivière fort peu abondante. La lame d'eau écoulée dans son bassin versant est de 71 millimètres annuellement, ce qui constitue moins du quart de la moyenne d'ensemble de la France (320 millimètres). C'est largement inférieur à la moyenne du bassin de la Seine (plus ou moins 240 millimètres) et de l'Essonne (142 millimètres). Le débit spécifique (ou Qsp) atteint 2,3 litres par seconde et par kilomètre carré de bassin.

## Pollution
Un épisode de pollution de la rivière a été enregistré le 7 novembre 2024 au niveau de la commune de Pithiviers. Cette pollution est de deux natures différentes, l'une provoquant la coloration rouge de l'eau et l'autre une coloration blanche. À l'heure du constat de cette dégradation du cours d'eau, il n'y a pas d'indication concernant la nature des rejets ayant contaminé l'eau, bien qu'il soit avéré que les rejets rougeâtres ne sont pas des hydrocarbures.

## Sites touristiques
Parmi les sites touristiques situés à proximité du cours de la rivière, on peut citer :
- le château de Chamerolles à Chilleurs-aux-Bois[3] ;
- la ville de Pithiviers ;
- le manoir de la Taille à Bondaroy[4].